# Wolfsberg im Schwarzautal
Wolfsberg im Schwarzautal är en ort och tidigare kommun i Österrike. Den ligger i distriktet Leibnitz i förbundslandet Steiermark.
Kommunen blev 1 januari 2015 en del av den nybildade kommunen Schwarzautal. Den bestod av tre orter (Ortschaften) (inom parentes invånarantal 1 januari 2024):
- Marchtring (201)
- Wolfsberg im Schwarzautal (621)
- Wölferberg (81)